# Albaner i Montenegro
Albaner i Montenegro (albanska:Shqiptarët e Malit të Zi, montenegrinska:Albanci u Crnoj Gori) är den tredje största etniska minoriteten i Montenegro och utgör 4,91 procent av befolkningen.

## Demografi

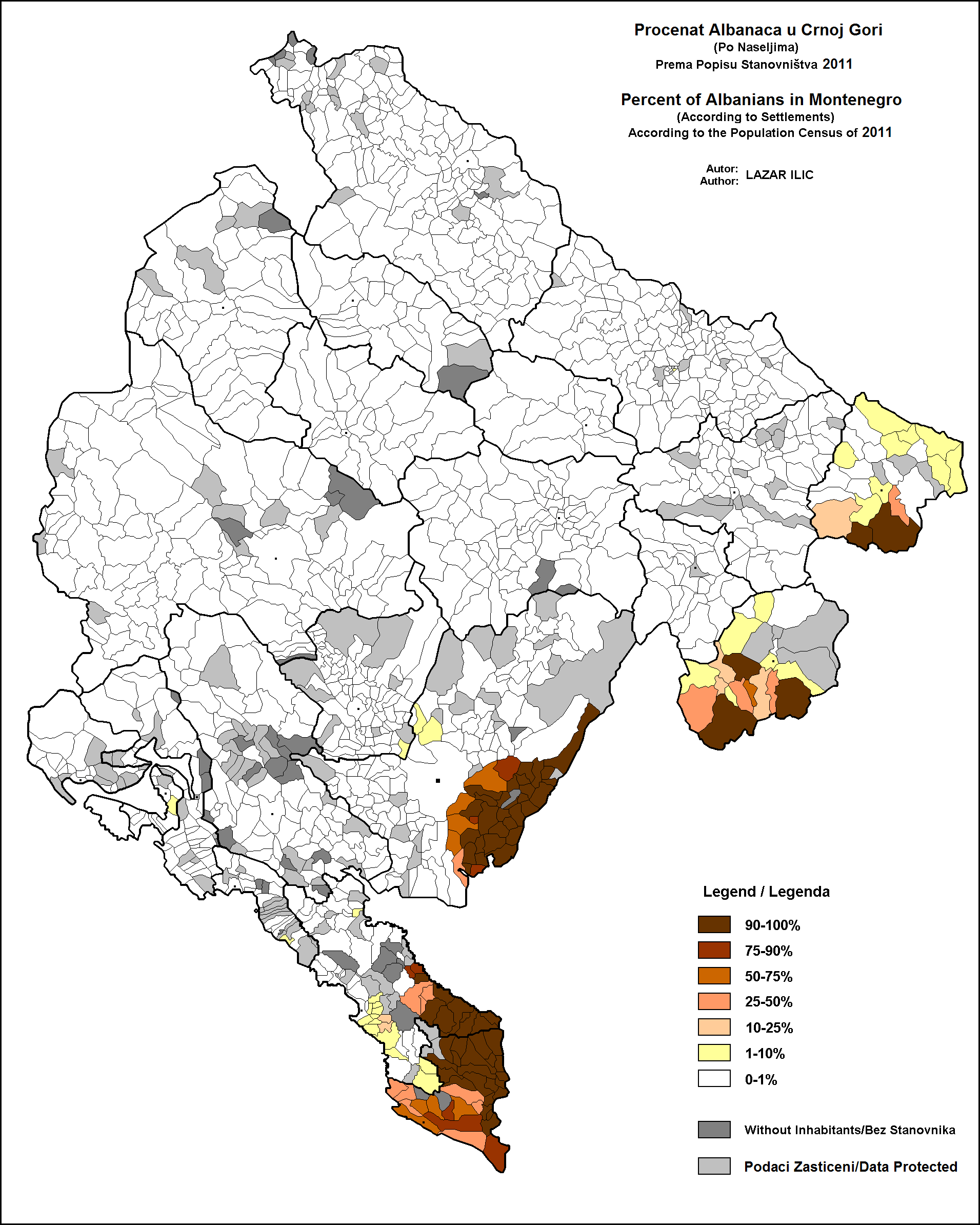
Folkräkningen från 2011

Av Montenegros 678 931 medborgare är 30 439, 4,91 % albaner enligt den senaste folkräkningen år 2011. De lever mestadels i sydöstra och östra delen av landet.

## Historia
Den albanska minoriteten räknas som ursprungsbefolkning i Montenegro då illyriska stammar levde i området innan de Slaviska migrationerna som eventuellt kom att bli dagens Montenegriner. De Illyriska stammarna var Labeatis nära Shkoder och Ardiaei vid Kotorr. De flesta albaner migrerade mot bergen nära Malësia vid olika epoker och konflikter under medeltiden. Osmanska invasioner tvingade många Albaner att fly djupare in i Montenegro där de eventuellt assimilerades, eller konvertera till islam. Under den senare halvan av 1700-talet började allt fler katolska och muslimska albaner i Montenegro tvingas söderut av den regerande kungamakten. Under 1800-talet och var de albanska stammarna fast mellan Osmanska rikets skattereformer och Montenegros expansioner. 1878 utkämpade albanerna strider mot Montenegrinska styrkor men förlorade. Områden som Berane, Moraca, Spuz, Kotorr, Ulcinj, Bar, Niksic, Plav, Gusinje, Hoti, Trieshi ockuperades och albanerna assimilerades.

## Genetik
Albaner och Montenegriner har starka drag av genen EV-13.

## Religion
Enligt den officiella folkräkningen från 2003, var 73,37 % av albanerna muslimer medan 26,08 var katoliker.

## Kända personer

### Militär och politiker
- Ded Gjo Luli - upprorsledare och stamledare över Hoti
- Sokol Baci - upprorsledare och politiker
- Ali Pashë Gucia - politiker
- Nikolla bej Ivanaj - politiker
- Baca Kurti - stamledare av Gruda
- Tringa Smajli - upprorsledare
- Mustafa Alibegu - Ulcinjs borgmästare
- Mujo Ulqinaku - militär
- Mark Gjonaj - amerikansk politiker
- Jakup Ferri - militär
- Ahmet Gjonbalaj - militär

### Vetenskap och akademi
- Gjon Buzuku - författare
- Nokë Sinishtaj - författare och poet
- Gjelosh Gjokaj - konstnär
- Mark Lucgjonaj - poet
- Esad Mekuli - poet
- Jashar Rexhepagiq - författare
- Sadri Ahmeti - poet

### Musik och underhållning
- Emina Cunmulaj - modell
- Malësor Prenkoçaj - sångare
- Afërdita Dreshaj - modell
- Hakan Cakuli - sångare
- Adrian Lulgjuraj - sångare
- Nikollë Nikprelaj - sångare

### Skådespelare
- Nicola Shkreli - skådespelare
- Victor Gojcaj - skådespelare
- Pjetër Gjoka - skådespelare
- Pjeter Malota - skådespelare
- Enver Gjoka - skådespelare

### Sport
- Ardian Đokaj - fotbollsspelare
- Fatos Bećiraj  - fotbollsspelare